# Inundación del mar del Norte de 1953

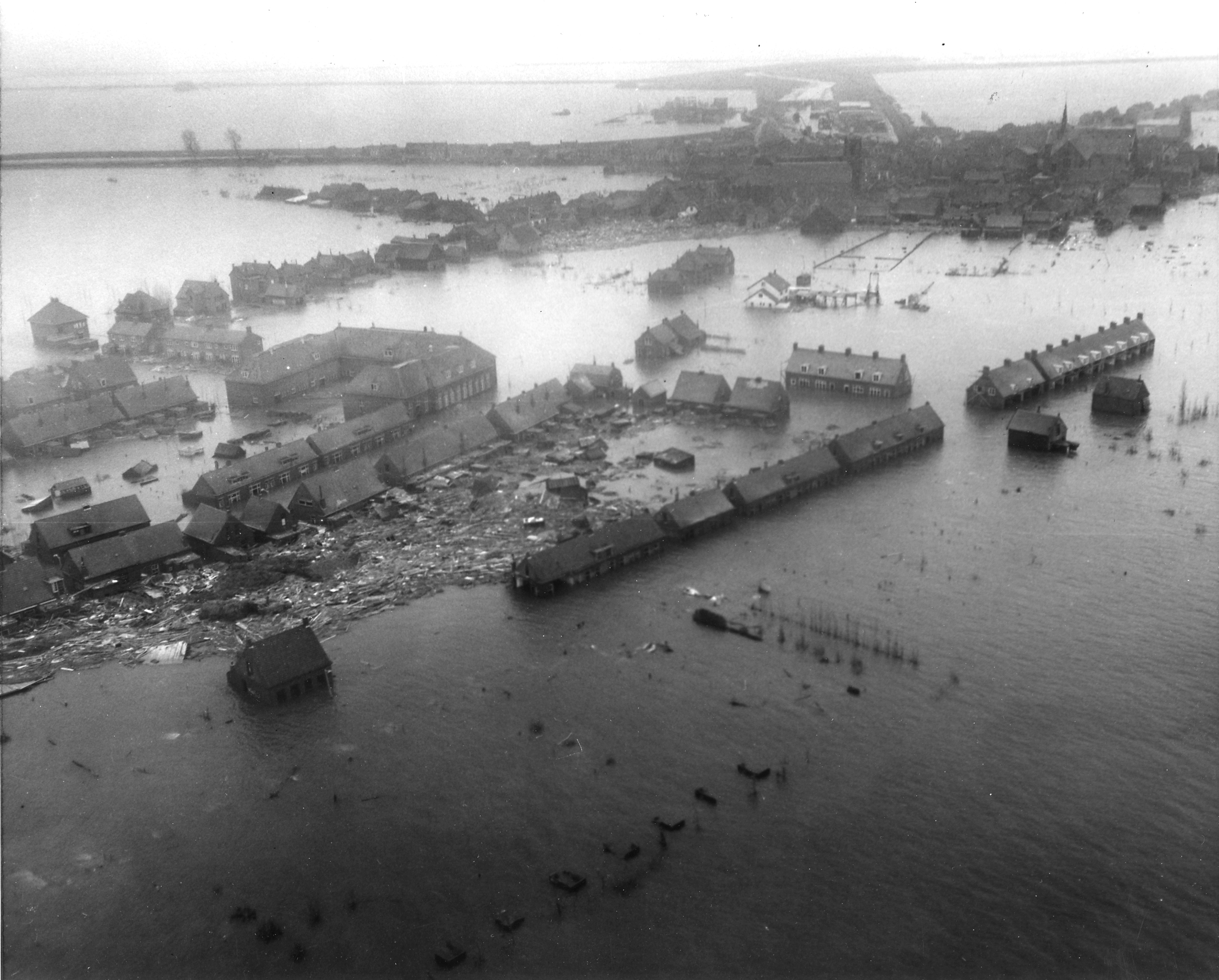
Fotografía aérea de Oude-Tonge tomada por un helicóptero del Ejército de los Estados Unidos.

La Inundación del mar del Norte de 1953 (en neerlandés: Watersnood van 1953, en inglés: North Sea flood of 1953), conocido como «el desastre» en los Países Bajos y Bélgica, fue una gran inundación causada por una tormenta ocurrida entre el 31 de enero y 1 de febrero de 1953.
La inundación afectó a las costas de los Países Bajos, Bélgica y el Reino Unido. Las consecuencias a causas del aumento del nivel de mar fueron desastrosas: más de 2500 muertos (1800 de ellos eran neerlandeses), 160 000 hectáreas de tierra inundadas, miles de cabezas de ganado ahogadas y cientos de edificios destruidos o dañados. Es considerada la mayor inundación ocurrida en el Mar del Norte durante el siglo XX.
El desastre provocó la implementación de grandes sistemas de protección contra el mar en los países afectados. Los Países Bajos Implementaron el Plan Delta, Bélgica el Plan Sigma, Reino Unido la barrera del Támesis y la barrera del Hull.

## Circunstancias climatológicas
Independientemente del mal estado de los diques en la zona del Delta (una amplia zona que comprende las desembocaduras del Rin, el Mosa y el Escalda), la inundación se debió principalmente a una trágica combinación de diversas circunstancias climatológicas adversas.

Una borrasca formada al sur de Islandia el 30 de enero se desplaza en dirección a Escocia, aumentando en fuerza hasta adquirir características de huracán al día siguiente, 31 de enero. Impulsada por un frente tormentoso se dirige sobre el mar del Norte hacia la costa holandesa, en ese momento en plena marea alta. La combinación de tormenta huracanada con la pleamar provoca que en algunos puntos de la costa el agua fluya hacia tierra firme por encima de los diques.

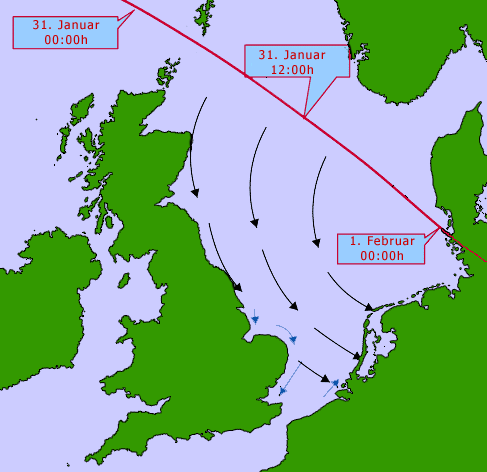
Trayectoria de la tormenta que provocó la inundación.

En la tarde del 31 de enero la tormenta sigue reforzándose, con vientos de fuerza 11 (en la costa holandesa se miden vientos de fuerza 10). En el suroeste de Holanda se miden vientos sostenidos de fuerza 9 durante 20 horas. La fuerza de la tormenta es tal que impide al mar retirarse siguiendo su ciclo normal, por lo que no se produce una verdadera bajamar.
Poco después de la media noche se produce el mayor efecto de la tormenta sobre el nivel del mar: 3,10 metros de elevación sobre el nivel normal. Tres horas más tarde se produce una marea viva, que combinada con la fuerza del viento, produce el nivel más alto del agua: 4,55 metros por encima del nivel del mar.
Los diques no están preparados para estas condiciones, y hacia las 3 de la madrugada se producen las primeras roturas. Los refuerzos de los diques, efectuados en la parte externa (donde se esperaba que el mar pudiera causar mayores daños), no sirven: el agua fluye por encima de los diques, socavándolos por la parte interior, hasta que la fuerza del mar los rompe. 187 kilómetros de diques resultaron dañados, y un total de 89 diques cedieron.
La fortuna quiso que los vientos más potentes soplasen tres horas antes de la marea viva, y no al mismo tiempo, en cuyo caso los daños habrían sido aún mayores.

## La fuerza destructora del mar

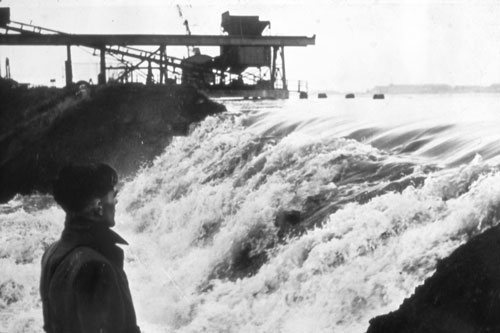
La inundación también afectó a otros países. La imagen muestra una brecha en una barrera costera en el Reino Unido.

Muchas personas se despiertan en mitad de una noche de terror por causa del agua. Encerrados en sus propias casas, no pueden contar con ayuda externa. Muchas casas son derribadas por la fuerza del agua y la poderosa tormenta. Los enlaces telefónicos y por radio se cortan.
Un testigo relata cómo se despierta al oír un ruido en la planta baja, y al bajar por las escaleras, con la luna llena, ve con horror cómo el agua alcanza la altura del centro de las ventanas. Mientras sube rápidamente a despertar a su mujer, el agua rompe las ventanas y entra en la casa con furia.
La mañana del 1 de febrero llega por fin la marea baja, y el nivel del agua baja moderadamente. Algunas personas aprovechan la oportunidad para huir a zonas más elevadas, o para subirse al tejado. Se desarrollan algunas acciones de salvamento individuales con botes, llevando gente a zonas más seguras. La catástrofe es aún desconocida fuera de la zona, debido a la destrucción de los sistemas de comunicaciones.
La situación empeora de nuevo en las primeras horas de la tarde del 1 de febrero, con la siguiente pleamar. Esta marea es la que se cobró más vidas: los diques ya rotos no pueden contener el agua, que alcanza una altura aún mayor. Muchas casas que habían resistido el primer embate, se derrumban ahora. Personas y ganado son arrastrados por la enorme masa de agua. Testigos subidos al tejado de sus casas narran cómo algún familiar cae al agua y es arrastrado, sin poder hacer nada. Los que sobreviven en el agua se agarran a cualquier objeto flotante, con la esperanza de ser rescatados o alcanzar alguna zona segura. Para muchos la ayuda no llegará a tiempo, y para otros llega una noche fría y aterradora.

## Acciones de salvamento

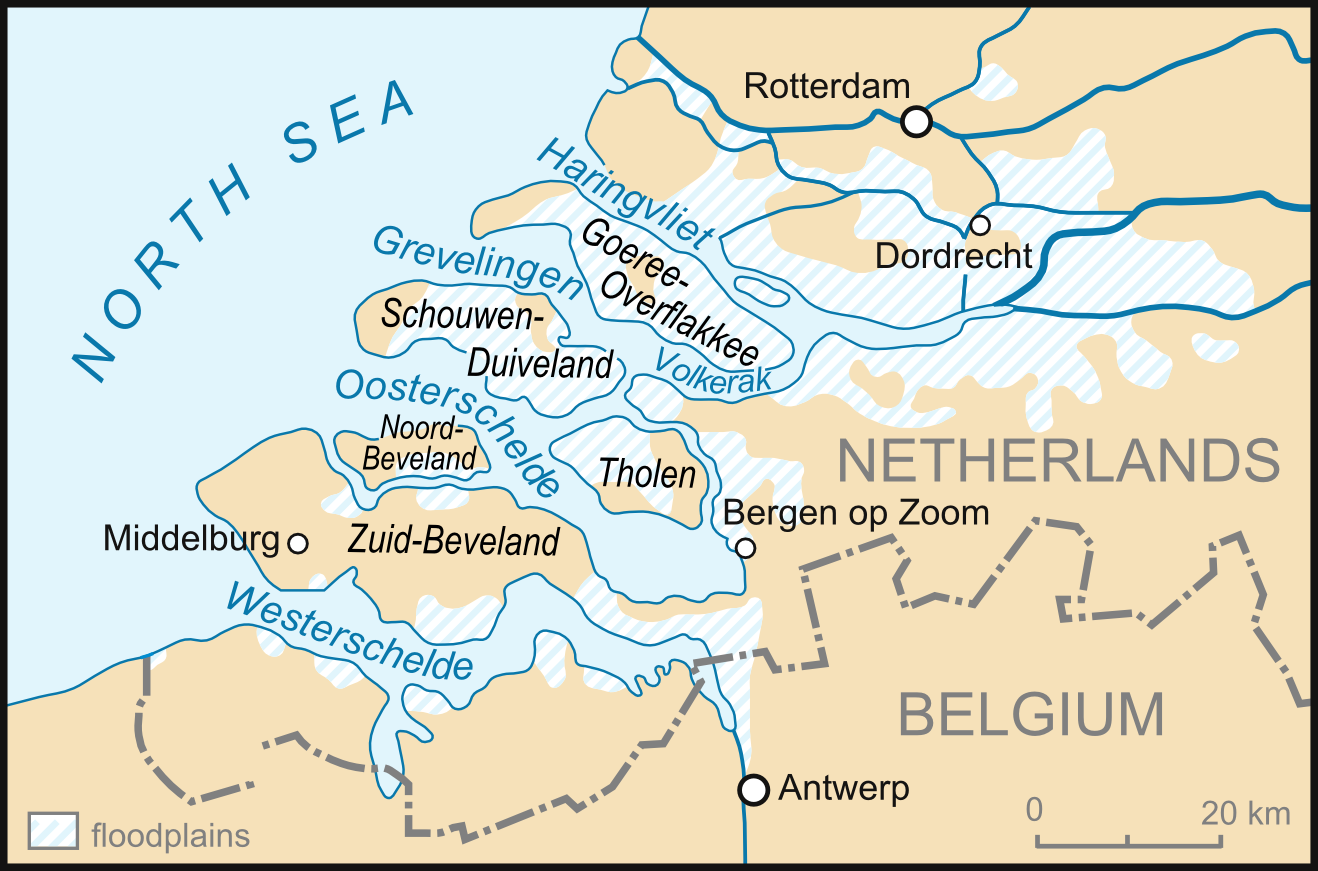
Áreas inundadas.

### Groenendijk
Tras la rotura de múltiples diques en la zona del delta, la situación se tornó crítica en Holanda Meridional, en torno al río Isala de Holanda. El dique de este río era lo único que protegía de la furia del mar y la tormenta a más de tres millones de habitantes de las dos provincias holandesas.
El dique consiguió aguantar la mayor parte del tiempo, aunque en una sección conocida como Groenendijk la situación era crítica, ya que no estaba reforzada con piedra, y amenazaba con romperse ante la enorme presión del agua. Hacia las 5:30 de la mañana del 1 de febrero, el dique cedió. 
El agua del mar entraba a raudales en las extremadamente bajas tierras de Holanda Meridional. En una última acción desesperada, el alcalde de Nieuwerkerk ordenó al propietario del barco De Twee Gebroeders que lo llevase hasta el agujero en el dique. El plan funcionó, y el barco quedó atrapado taponando la rotura del dique.

### Asistencia humanitaria
El lunes 2 de febrero, usando helicópteros de reconocimiento, se hace evidente la gravedad de la situación y se pone en marcha la ayuda para las zonas afectadas a gran escala. Se usan helicópteros para lanzar artículos de primera necesidad y sacos de arena. Otros países ofrecen ayuda: Bélgica, el Reino Unido, los Estados Unidos, Canadá, Dinamarca y Francia envían ayuda material y efectivos militares. Comienzan las primeras evacuaciones.
El 3 de febrero hay ya 12 000 hombres trabajando para paliar los daños, y por la tarde se puede dar el desastre (no así sus efectos) por finalizado: la tormenta amaina y la cuenta de víctimas mortales se detiene. Aún quedan personas atrapadas en algunas zonas, pero son rescatadas en poco tiempo. En pocos días se completan las evacuaciones de las zonas inundadas o peligrosas, y dan comienzo las labores de restauración de las zonas dañadas y de los diques.
Tanto del extranjero como desde los propios Países Bajos se reciben cantidades ingentes de bienes para ayudar a las víctimas, hasta el punto de que en pocos días los almacenes destinados a ellos se saturan. El 4 de febrero la Cruz Roja emite un comunicado pidiendo a la población que deje de enviar ropa y muebles.

## Consecuencias
Las consecuencias de la catástrofe fueron enormes. 1835 personas perdieron la vida durante la inundación (864 en Zelanda, 247 en Brabante Septentrional, 677 en Holanda Meridional y 7 en Holanda Septentrional). Otras 40 personas murieron más adelante como consecuencia del desastre.
200 000 cabezas de ganado bovino, porcino y caballar (entre otras) perdieron la vida, y casi 200 000 hectáreas resultaron inundadas.
A consecuencia del agua salada del mar, las tierras cultivables quedaron inutilizadas por largo tiempo. 3000 viviendas y 300 granjas fueron destruidas, y otras 40 000 casas y 3000 granjas resultaron dañadas, a menudo por restos de madera flotantes. 72 000 personas se vieron obligadas a abandonar sus casas y fueron evacuadas a áreas seguras.

## Otros países afectados

### Reino Unido

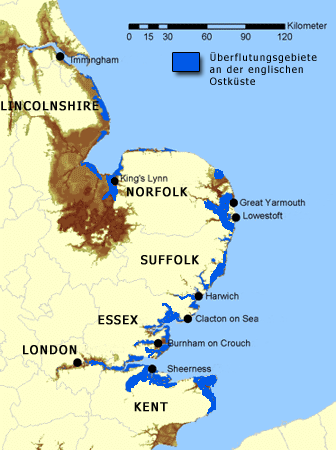
En azul, las zonas inundadas en Gran Bretaña.

La tormenta provocó también cuantiosos daños en la costa oriental de Reino Unido. Las defensas costeras resultaron dañadas o rotas a lo largo de 1600 km, y más de 1000 km² resultaron inundados, por lo que fue necesario evacuar a unas 30 000 personas. Más de 24 000 casas resultaron dañadas. Se estima que murieron 307 personas, entre las que se cuentan las víctimas del naufragio del transbordador Princess Victoria, que se hundió esa noche causando la pérdida de 133 vidas.

### Bélgica
En Bélgica se registraron menos daños: unas 4400 hectáreas resultaron inundadas, gran parte en el interior, en las cercanías de Amberes. 28 personas perdieron la vida en el país.

## El Plan Delta
Veinte días después del desastre se creó la Comisión del Delta, con la misión de estudiar un plan de infraestructuras para el delta del Rin que garantizase la seguridad en el futuro. Una condición del plan es que se debía limitar y proteger la apertura al mar de los puertos de Róterdam y Amberes. 
Los trabajos del Delta duraron más de cuarenta años, y se consideraron concluidos en 1997.

## Adaptaciones al cine y televisión
- The Storm -De Storm- (2009), película de Ben Sombogaart;